# ISO 3166-2:IS
Die Liste der ISO-3166-2-Codes für  Island enthält die Codes für die acht isländischen Regionen (landsvæði) und 64 Gemeinden.

Die Codes bestehen aus zwei Teilen, die durch einen Bindestrich voneinander getrennt sind. Der erste Teil gibt den Landescode gemäß ISO 3166-1 (für  Island IS), der zweite den Code für die Regionen und Gemeinden wieder.
Die aktuellen Codes stehen auf der Seite der ISO unter #iso:code:3166:IS zur Verfügung.

## Kodierliste

### Regionen

Verwaltungsgliederung Islands

| Region                               | Code |
| ------------------------------------ | ---- |
| Höfuðborgarsvæðið (Hauptstadtregion) | IS-1 |
| Norðurland eystra (Nordost)          | IS-6 |
| Norðurland vestra (Nordwest)         | IS-5 |
| Austurland (Ost)                     | IS-7 |
| Suðurland (Süd)                      | IS-8 |
| Suðurnes (Südwest)                   | IS-2 |
| Vesturland (West)                    | IS-3 |
| Vestfirðir (Westfjorde)              | IS-4 |

### Gemeinden
| Gemeinde                    | Code   | Region            |
| --------------------------- | ------ | ----------------- |
| Akranes                     | IS-AKN | Vesturland        |
| Akureyri                    | IS-AKU | Norðurland eystra |
| Árborg                      | IS-SFA | Suðurland         |
| Árnes                       | IS-ARN | Vestfirðir        |
| Ásahreppur                  | IS-ASA | Suðurland         |
| Bláskógabyggð               | IS-BLA | Suðurland         |
| Bolungarvík                 | IS-BOL | Vestfirðir        |
| Borgarbyggð                 | IS-BOG | Vesturland        |
| Dalabyggð                   | IS-DAB | Vesturland        |
| Dalvíkurbyggð               | IS-DAV | Norðurland eystra |
| Eyjafjarðarsveit            | IS-EYF | Norðurland eystra |
| Eyjar og Miklaholt          | IS-EOM | Vesturland        |
| Fjallabyggð                 | IS-FJL | Norðurland eystra |
| Fjarðabyggð                 | IS-FJD | Austurland        |
| Fljótsdalur                 | IS-FLR | Austurland        |
| Flóahreppur                 | IS-FLA | Suðurland         |
| Garðabær                    | IS-GAR | Höfuðborgarsvæðið |
| Grímsnes og Grafningur      | IS-GOG | Suðurland         |
| Grindavík                   | IS-GRN | Suðurnes          |
| Grundarfjörður              | IS-GRU | Vesturland        |
| Grýtubakki                  | IS-GRY | Norðurland eystra |
| Hafnarfjörður               | IS-HAF | Höfuðborgarsvæðið |
| Hörgársveit                 | IS-HRG | Norðurland eystra |
| Hornafjörður                | IS-SHF | Suðurland*        |
| Hrunamannahreppur           | IS-HRU | Suðurland         |
| Húnabyggð                   | IS-HUG | Norðurland vestra |
| Húnaþing vestra             | IS-HUV | Norðurland vestra |
| Hvalfjarðarsveit            | IS-HVA | Vesturland        |
| Hveragerði                  | IS-HVE | Suðurland         |
| Ísafjarðarbær               | IS-ISA | Vestfirðir        |
| Kaldrananes                 | IS-KAL | Vestfirðir        |
| Kjós                        | IS-KJO | Höfuðborgarsvæðið |
| Kópavogur                   | IS-KOP | Höfuðborgarsvæðið |
| Langanesbyggð               | IS-LAN | Norðurland eystra |
| Mosfellsbær                 | IS-MOS | Höfuðborgarsvæðið |
| Múlaþing                    | IS-MUL | Austurland        |
| Mýrdalur                    | IS-MYR | Suðurland         |
| Norðurþing                  | IS-NOR | Norðurland eystra |
| Ölfus                       | IS-SOL | Suðurland         |
| Rangárþing eystra           | IS-RGE | Suðurland         |
| Rangárþing ytra             | IS-RGY | Suðurland         |
| Reykhólahreppur             | IS-RHH | Vestfirðir        |
| Reykjanesbær                | IS-RKN | Suðurnes          |
| Reykjavík                   | IS-RKV | Höfuðborgarsvæðið |
| Seltjarnarnes               | IS-SEL | Höfuðborgarsvæðið |
| Skaftárhreppur              | IS-SKF | Suðurland         |
| Skagabyggð                  | IS-SKG | Norðurland vestra |
| Skagafjörður                | IS-SKR | Norðurland vestra |
| Skagaströnd                 | IS-SSS | Norðurland vestra |
| Skeiða- og Gnúpverjahreppur | IS-SOG | Suðurland         |
| Skorradalur                 | IS-SKO | Vesturland        |
| Snæfellsbær                 | IS-SNF | Vesturland        |
| Strandabyggð                | IS-STR | Vestfirðir        |
| Stykkishólmur               | IS-STY | Vesturland        |
| Súðavík                     | IS-SDV | Vestfirðir        |
| Suðurnesjabær               | IS-SDN | Suðurnes          |
| Svalbarðsströnd             | IS-SBT | Norðurland eystra |
| Tálknafjörður               | IS-TAL | Vestfirðir        |
| Þingeyjarsveit              | IS-THG | Norðurland eystra |
| Tjörnes                     | IS-TJO | Norðurland eystra |
| Vestmannaeyjar              | IS-VEM | Suðurland         |
| Vesturbyggð                 | IS-VER | Vestfirðir        |
| Vogar                       | IS-SVG | Suðurnes          |
| Vopnafjörður                | IS-VOP | Austurland        |

* = bei iso.org noch Austurland zugeordnet, gehört mittlerweile aber zu Suðurland